# Carol Zhao
Carol Zhao (Canadá; 20 de junio de 1995) es una jugadora de tenis canadiense descendiente de China desde Richmond Hill, Ontario, Canadá. 
Su mejor clasificación en la WTA fue la número 247 del mundo, que llegó el 13 de julio de 2015. En dobles alcanzó número 186 del mundo, que llegó el 2 de noviembre de 2015. Hasta la fecha, no ha ganado títulos individuales y tiene dos títulos de dobles en la ITF tour. Ella ganó el Abierto de Australia junior, título de dobles en 2013.
Zhao decidió ir a la universidad en la Universidad de Stanford y ha sido un miembro de su equipo de tenis desde septiembre de 2013.
Al 18 de octubre de 2024 se encuentra en el puesto 270 del Ranking WTA.

## Títulos ITF

### Individual (0)
| Leyenda: Antes de 2016 | Leyenda: A partir de 2017 |
| ---------------------- | ------------------------- |
| Torneos de $100,000    |                           |
| Torneos de $75,000     | Torneos de $80,000        |
| Torneos de $50,000     | Torneos de $60,000        |
| Torneos de $25,000     |                           |
| Torneos de $15,000     | Torneos de $15,000        |
| Torneos de $10,000     | -                         |

#### Finalistas (1)
| N.º | Fecha              | Torneo       | Superficie | Oponentes       | Resultado |
| --- | ------------------ | ------------ | ---------- | --------------- | --------- |
| 1.  | 19 de mayo de 2013 | Pula, Italia | Arcilla    | Sofiya Kovalets | 3–6, 2–6  |

### Dobles (4)
| Leyenda: Antes de 2016 | Leyenda: A partir de 2017 |
| ---------------------- | ------------------------- |
| Torneos de $100,000    |                           |
| Torneos de $75,000     | Torneos de $80,000        |
| Torneos de $50,000     | Torneos de $60,000        |
| Torneos de $25,000     |                           |
| Torneos de $15,000     | Torneos de $15,000        |
| Torneos de $10,000     | -                         |

| N.º | Fecha               | Torneos              | Superficie | Pareja                       | Oponentes                                    | Resultado             |
| --- | ------------------- | -------------------- | ---------- | ---------------------------- | -------------------------------------------- | --------------------- |
| 1.  | 20 de julio de 2013 | Granby, Canadá       | Dura       | Lena Litvak                  | Julie Coin Emily Webley-Smith                | 7–5, 6–4              |
| 2.  | 1 de agosto de 2015 | Gatineau, Canadá     | Dura       | Jessica Moore                | Victoria Rodríguez Marcela Zacarías          | 6–3, 6–4              |
| 3.  | 20 de enero de 2017 | Petit-Bourg, Francia | Dura       | Mayo Hibi                    | Emilie Francati Charlotte Robillard-Millette | 2–6, 7–6(8–6), [11–9] |
| 4.  | 1 de abril de 2017  | Heraklion, Grecia    | Arcilla    | Charlotte Robillard-Millette | Angelina Gabueva Olga Puchkova               | 7–6(7–2), 4–6, [10–5] |

#### Finalistas (7)
| N.º | Fecha                 | Torneos                         | Superficie | Pareja                       | Oponentes                                    | Resultado             |
| --- | --------------------- | ------------------------------- | ---------- | ---------------------------- | -------------------------------------------- | --------------------- |
| 1.  | 17 de mayo de 2013    | Pula, Italia                    | Arcilla    | Erin Routliffe               | Martina Caregaro Anna Floris                 | 2–6, 7–5, [7–10]      |
| 2.  | 19 de junio de 2014   | Granby, Canadá                  | Dura       | Erin Routliffe               | Hiroko Kuwata Riko Sawayanagi                | Walkover              |
| 3.  | 16 de enero de 2016   | Daytona Beach, Estados Unidos   | Arcilla    | Sharon Fichman               | Natela Dzalamidze Veronika Kudermetova       | 4–6, 3–6              |
| 4.  | 28 de febrero de 2016 | Rancho Santa Fe, Estados Unidos | Dura       | Jessica Pegula               | Asia Muhammad Taylor Townsend                | 3–6, 4–6              |
| 5.  | 18 de junio de 2016   | Sumter, Estados Unidos          | Dura       | Jamie Loeb                   | Ashley Weinhold Caitlin Whoriskey            | 6–7(5–7), 1–6         |
| 6.  | 2 de julio de 2016    | El Paso, Estados Unidos         | Dura       | Sanaz Marand                 | Ashley Weinhold Caitlin Whoriskey            | 4–6, 6–7(3–7)         |
| 7.  | 19 de marzo de 2017   | Heraklion, Grecia               | Arcilla    | Charlotte Robillard-Millette | Raluca Georgiana Șerban Oana Georgeta Simion | 6–3, 6–7(2–7), [2–10] |